# Daniel Humair
Daniel Humair, (Genf, 1938. május 23. –) svájci dzsesszdobos, zeneszerző, festő.

## Pályafutása
Humair hét évesen kezdett klarinétozni és dobolni. 14 évesen Tommy Ladnier és Mezz Mezzrow lemezének köszönhetően felfedezte magának a dzsesszt. 1958-ban a Zürichi Jazz Fesztivál nemzetközi amatőr versenyén három kategóriában első helyezést ért el. Ezután − mások mellett − Don Byas szaxofonossal turnézott.
1958-ban Párizsban telepedett le. Ott zenészekkel dolgozott együtt, mint Chet Baker, Kenny Dorham, Eric Dolphy, Jackie McLean, Phil Woods, Lucky Thompson, Bud Powell, Nico Bunink, Stéphane Grappelli és Oscar Pettiford.
1965-ig játszott Martial Solal triójában. 1965-ben közreműködött Zoller Attila „The Horizon Beyond” című albumán, és Jean-Luc Pontyval kezdett dolgozni. Részt vett George Gruntz etno-dzsessz projektjében Tunéziában. 1968-ban tagja lett Phil Woods European Rhythm Machine-jének.
1972-ben megalapította a The Bandet, amelyből később a George Gruntz Concert Jazz Band lett.
A hetvenes évek végén pedig triót alapított Henri Texier-vel és François Jeanneau-val. Az 1980-as évek közepén trióban kezdett dolgozni Joachim Kühnnel és Jean-François Jenny-Clarkkal. Enrico Rava-val, Miroslav Vitoušszal és Franco d'Andrea-val egy all-stars kvartettet alkotott.
Több mint kétszáz albumon működött közre, és több mint tizenöt lemezt adott ki. Játszott filmzenéken, és maga is komponált filmzenét.

## Zenekarvezető
- Hum! with Rene Urtreger, Pierre Michelot (1960)
- Trio HLP (1968)
- Drumo Vocalo (1971)
- Our Kind of Sabi with Eddy Louiss, John Surman (1970)
- Beck Mathewson Humair Trio (1972)
- La Sorcellerie a Travers Les Ages with Jean Luc Ponty, Phil Woods, Eddy Louiss (1977)
- Suite for Trio with Martial Solal, Niels-Henning Ørsted Pedersen (MPS 1978)
- Urtreger Michelot Humair with Rene Urtreger, Pierre Michelot (979)
- Humair Jeanneau Texier (1979)
- Triple Hip Trip (1979)
- Apocalypse with Jean-Charles Capon (1980)
- East Side West Side (1981)
- Akagera with Jeanneau/Texier (1980)
- Scratch with Kenny Barron, Dave Holland (Enja, 1985)
- Pepites with Andre Jaume (1987)
- 9–11 p.m. Town Hall with Michel Portal (1988)
- Quatre with Rava/D'Andrea/Vitous (Gala, 1989)
- Up Date 3.3 with Francois Jeanneau, Henri Texier (1990)
- Edges (1991)
- Earthcake with Quatre (1991)
- Vol. 1 with Louiss/Ponty (1991)
- Vol. 2 with Louiss/Ponty (1991)
- Solo Print with Roland Auzet (1997)
- Quatre Fois Trois (1998)
- HUM (Humair Urteger Michelot) (1999)
- Borderlines with Farao/Avenel (2000)
- Liberte Surveillee (2001)
- Frontier Traffic with Charlie Mariano (2002)
- Work with Steve Lacy (2002)
- Baby Boom (2003)
- Ear Mix with Stamm/Friedman/Boisseau (2003)
- Tryptic with Celea/Couturier (2007)
- Bonus Boom (2008)
- Full Contact with Joachim Kuhn (2008)
- Pas de Dense with Tony Malaby (2010)
- Jazz Festival, Kulturzentrum Kammgarn Schaffhausen, Switzerland (2011)
- Sweet & Sour (2012)
- Lights with Nicolas Former (2012)
- Seasoning (2017)
- Modern Art (2017)

## Filmek
- Daniel Humair az IMDb-n

## Díjak
- 1986-ban a francia kormány kinevezte Chevalier des Arts et des Lettres-nek.
- 1987-ben megkapta a Grand Prix du Jazz díját a SACEM szerzői jogi szervezettől.
- Megkapta a Charlie Parker-díjat az Académie du Disque-től.
- Prix In Honorem-díj az Académie Charles Cros-tól.